# Klopstockweg 25 (Quedlinburg)

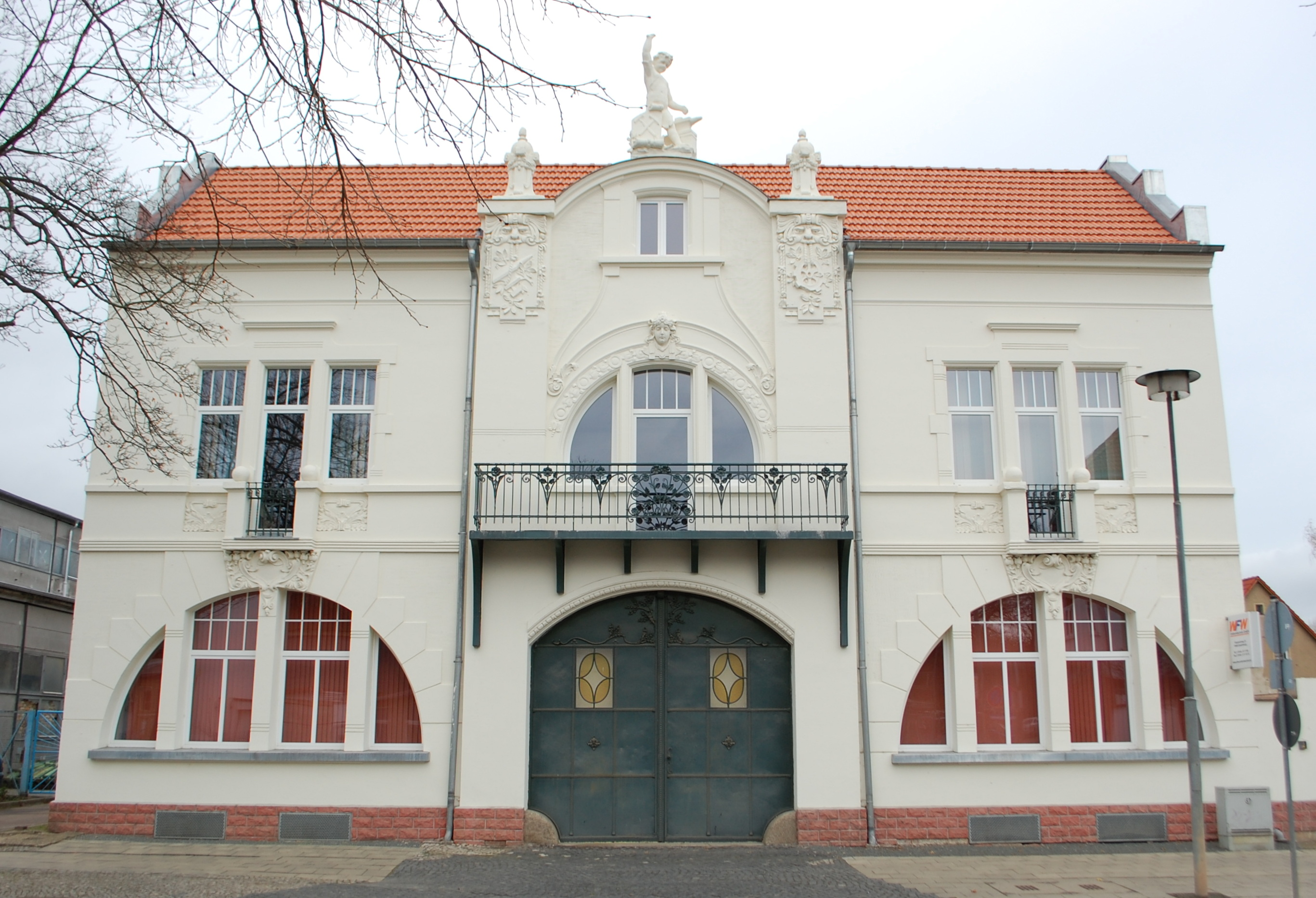
Haus Klopstockweg 25

Das Haus Klopstockweg 25 ist ein denkmalgeschütztes Gebäude in der Stadt Quedlinburg in Sachsen-Anhalt.

## Lage
Es befindet sich im Stadtteil Süderstadt südlich der historischen Quedlinburger Altstadt. Im Quedlinburger Denkmalverzeichnis ist es als Lagerhaus eingetragen. 

## Architektur und Geschichte
Das Gebäude wurde in den Jahren 1906/07 durch den Architekten Carl Lorenz als Kontor und Lagerhaus für die Firma Hesse & Sohn errichtet. Die Gestaltung der straßenseitigen Fassade ist ausgesprochen repräsentativ und erinnert an ein Palais. Stilistisch wurde ein barockisierender Jugendstil eingesetzt. Der Mittelrisalit des Hauses ist mit Figuren und Wappen geschmückt, die die Montanindustrie und den Maschinenbau darstellen.